# Gewebefilterbrunnen
Der Begriff Gewebefilterbrunnen bezeichnet die Bauart eines Brunnens.
Für Gewebefilterbrunnen werden Filterrohre mit länglichen Schlitzöffnungen bevorzugt. Die Eintrittsfläche beträgt 40 bis 45 Prozent.
Um das Eindringen von Sand zu verhindern, wird das Filterrohr mit feinmaschigem Gewebe aus Kupfer, Bronze oder Messing umspannt, das über einem groben Unterlagsgewebe (rechtwinklig sich kreuzende Drähte) lagert.
Die Maschenweite des Filtergewebes (Körper- bzw. bei sehr feinen Sanden Tressengewebe) richtet sich nach dem Verlauf der Sieblinie des Grundwasserleiters. Das grobe und das mittlere Korn dieser Schicht soll zurückgehalten, der Feinanteil durchgelassen werden. Vor Inbetriebnahme des Brunnens werden diese feineren Sandkörner durch eine über das Normalmaß gesteigerte Entnahme von der Strömung aus dem umgebenden Erdreich in den Brunnen mitgerissen und von dort entfernt. Durch diesen sog. Entsandungsvorgang entsteht um das Filterrohr ein natürlicher Bodenfilter mit einem nach außen zunehmenden Feinkornanteil.
Bohrbrunnen mit Gewebefilter werden heute trotz des Vorteils geringer Bohrdurchmesser nur noch selten verwendet (z. B. für Kleinbrunnen, Grundwasserabsenkung etc.), da Filtergewebe gegen mechanische und chemische Einflüsse weniger widerstandsfähiger sind als Kiesfilter und auch einen größeren Eintrittswiderstand aufweisen als diese.